# Donatella Pompadour
Donatella Pompadour (Maglie, 31 luglio 1974) è un personaggio televisivo e attrice italiana.

## Biografia
Dopo aver conseguito il diploma in ragioneria, studia recitazione con Bruno De Stefanis e Claudio Risi.
Prima di intraprendere la carriera di attrice, lavora in alcuni fotoromanzi di Grand Hotel, come testimonial pubblicitaria e in alcuni programmi televisivi: come valletta in Acqua calda (1992), regia di Gino Landi, come figurante speciale ne Il grande gioco dell'oca (1993-1994), regia di Jocelyn, entrambi trasmessi da Rai 2, e infine come modella nel programma, per la prima volta in onda su Canale 5, Beato tra le donne (1996).
Nel 1998 debutta come attrice nella miniserie tv Ritornare a volare, regia di Ruggero Miti. Tra il 1998 e il 1999 cura i Collegamenti esterni di Goleada, trasmissione sportiva condotta da Massimo Caputi e Ela Weber su TMC. Nel 2000 conduce su Rai Uno, insieme a Gigi Sabani ed Ela Weber, Sette per uno e poi, insieme ad Amadeus, In bocca al lupo!, programmi ideati e diretti da Jocelyn.
Dopo queste esperienze di conduttrice, si dedica esclusivamente alla recitazione, entrando nel cast della soap opera di Canale 5, Vivere, dove  dal 2001 al 2006 è Nina Castelli, ruolo grazie al quale nel 2005 vince la Telegrolla d'oro, come miglior attrice di soap opera.
Nel 2009 è nel cast di Fiore di cactus, in giro per i teatri con Franco Castellano ed Eleonora Giorgi

## Carriera

### Cinema
- Un amore di Gide, regia di Diego Ronsisvalle (2008)
- Roma nuda, regia di Giuseppe Ferrara (2012) - proiezione privata a Roma[1]
- Torno indietro e cambio vita, regia di Carlo Vanzina (2015)
- La settima onda, regia di Massimo Bonetti (2015)
- The Wait, regia di Tiziana Bosco (2016)
- Mare di grano, regia di Fabrizio Guarducci (2018)
- Credo in un solo padre, regia di Luca Guardabascio (2019)
- American Night, regia di Alessio Della Valle (2021)
- Tic toc, regia di Davide Scovazzo (2023)

### Fiction
- Ritornare a volare, regia di Ruggero Miti (1998)
- Vivere, registi vari - Soap opera (2001-2006)
- Il giudice Mastrangelo, regia di Enrico Oldoini - Episodio: La mongolfiera  (2005)
- 7 vite, regia di Franco Bertini (2007) - Guest star
- Distretto di Polizia 7, regia di Alessandro Capone - serie TV, episodi 7x21-7x25-7x26 (2007)
- Provaci ancora prof!, regia di Rossella Izzo - Episodio: La prof della prof (2008)
- I delitti del cuoco (2010)
- Distretto di Polizia 11, regia di Alberto Ferrari - serie TV, episodio 11x23 (2012)
- Don Matteo 9, regia di  Monica Vullo, Luca Ribuoli e Jan Maria Michelini, Episodio: Vecchi ricordi (2014)

### Programmi televisivi
- Acqua calda, regia di Gino Landi - Rai 2 (1992) - Valletta
- Il grande gioco dell'oca, regia di Jocelyn - Rai 2  (1993-1994) - Figurante speciale
- Beato tra le donne - Canale 5  (1996) - Modella
- Goleada - TMC (1998-1999) - Inviata
- Sette per uno, regia di Jocelyn - Rai Uno (2000) - Co-conduttrice con Gigi Sabani e Ela Weber
- In bocca al lupo!, regia di Jocelyn - Rai Uno (2000) - Co-conduttrice con Amadeus

### Riconoscimenti
- Telegrolla d'oro (2005) - Miglior Attrice di Soap opera